# Пешва

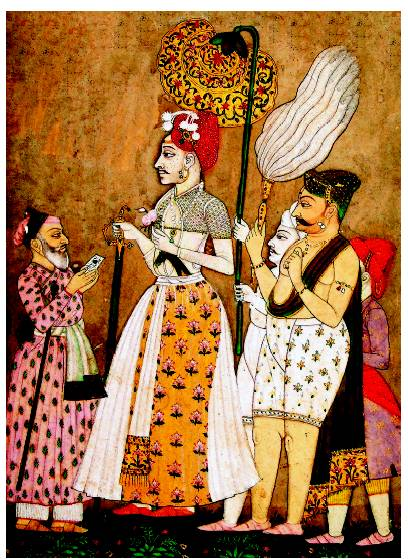
Пешва в сопровождении слуг

Пешва (маратхи पेशवे от персидского پیشوا pēshwā, что означает «в первую очередь, лидер») — маратхский титул, эквивалентный современному премьер-министру. Слово Пешва происходит из персидского языка и известно с 1152 года. Был основан императором Шиваджи в XVII веке, а с XVIII века, с правления пешвы Баладжи Висванатха, должность стала наследственной и фактически означала верховного правителя. Первым пешвой был брахман Моропант Тримпак Пингл. Титул был упразднён с завоеванием маратхов англичанами в 1818 году.
Последний пешва, Баджи-рао II (правил 1796–1818), после роспуска своего правительства получал от англичан ежегодную пенсию.